# Mičinské travertíny
Mičinské travertíny je národní přírodní památka v oblasti Poľana.
Nachází se v katastrálním území obce Čerín v okrese Banská Bystrica v Banskobystrickém kraji. Území bylo vyhlášeno či novelizováno v letech 1979, 1992 na rozloze 3,8320 ha. Ochranné pásmo nebylo stanoveno.